# 水道 (地理)
水道（すいどう）とは、海において陸地が両側に迫って狭くなった通路状の箇所。

## 概念
日本古来の海域の呼称として明治以前の文献に出てくるもののうち船が出入りできる可航水路に用いられるものに「瀬戸」や「澪」があった。
一方、英語にはChannel、Strait、Passage、Passなどがある。このうちChannelの語源はラテン語のcanalis（water-pipe）で、本義は家庭などに水を供給する水道管そのものである。Channelには深水可航路の意味がある。また、PassageまたはPassの語源はイタリア語のpasseggio（= a walk）で狭い航行水面を意味する。
世界的には大地形にChannel、中地形にPassage、小地形をPassを用いていることが多い。しかし厳密に規模で分けられているわけではなく、ハワイ諸島間のものはすべてChannel、アリューシャン列島間のものはすべてPassになっている。
日本語の「水道」や「海峡」は英語の呼称法であるChannelやStraitなどの訳語として用いられるようになった。
「水道」と「海峡」や「瀬戸」の関係について何らかの明確な基準で分けられているわけではない。同じ海域について海峡・水道・瀬戸の複数の名称を有するものもある（紀淡海峡と友ヶ島水道、豊予海峡と豊後水道と速吸瀬戸（ただし、豊後水道は豊予海峡南側の海域を指す場合もある）、朝鮮海峡と対馬海峡西水道、ドーヴァー海峡とイギリス水道など）。また、歴史的に呼称が変化したものとして明治初期に鳴戸水道と呼ばれていた鳴門海峡がある。
なお、行政上は河川であるが、慣習的に水道と呼ばれている水域も存在する（境水道）。

## 主な水道
「水道」と呼ばれることの方が多いものを挙げる。（五十音順）
- 壱岐水道
- 伊良湖水道
- 浦賀水道
- 尾道水道
- 紀伊水道
- 対馬海峡西水道（朝鮮海峡）
- 対馬海峡東水道
- 友ヶ島水道（紀淡海峡）
- 野付水道
- 豊後水道
- ヨナラ水道
- 礼文水道